# NGC 289
NGC 289 (również PGC 3089) – galaktyka spiralna z poprzeczką (SBbc), znajdująca się w gwiazdozbiorze Rzeźbiarza. Odkrył ją John Herschel 27 września 1834 roku.